# Église du Christ Ressuscité de Strasbourg
L'église du Christ Ressuscité est une église catholique située à l'angle des rues de Palerme et du Maréchal Juin dans le quartier de l'Esplanade à Strasbourg.
Elle a été construite à l'emplacement d'un ancien château d'eau démoli dans les années 1960.

## Galerie

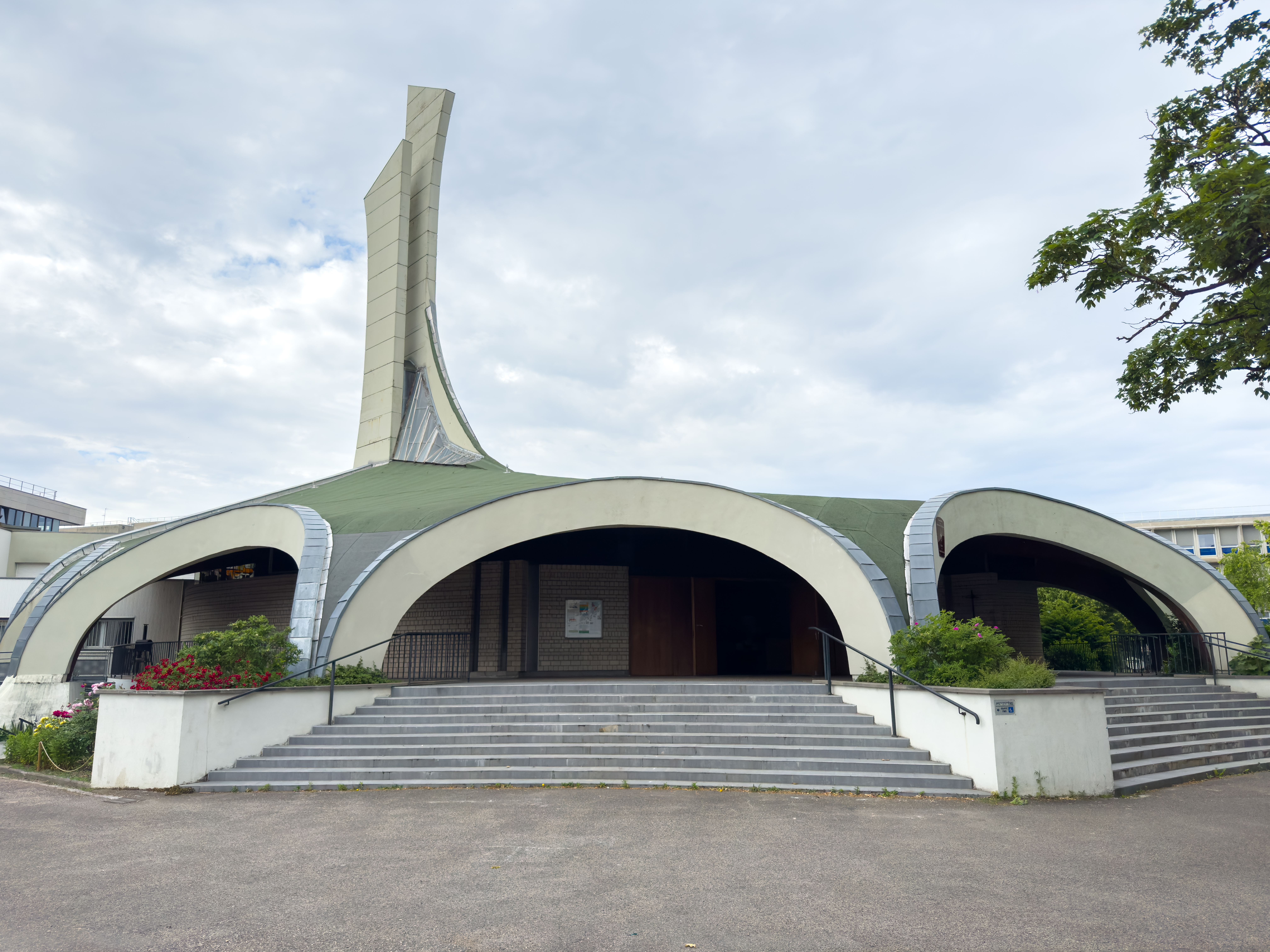
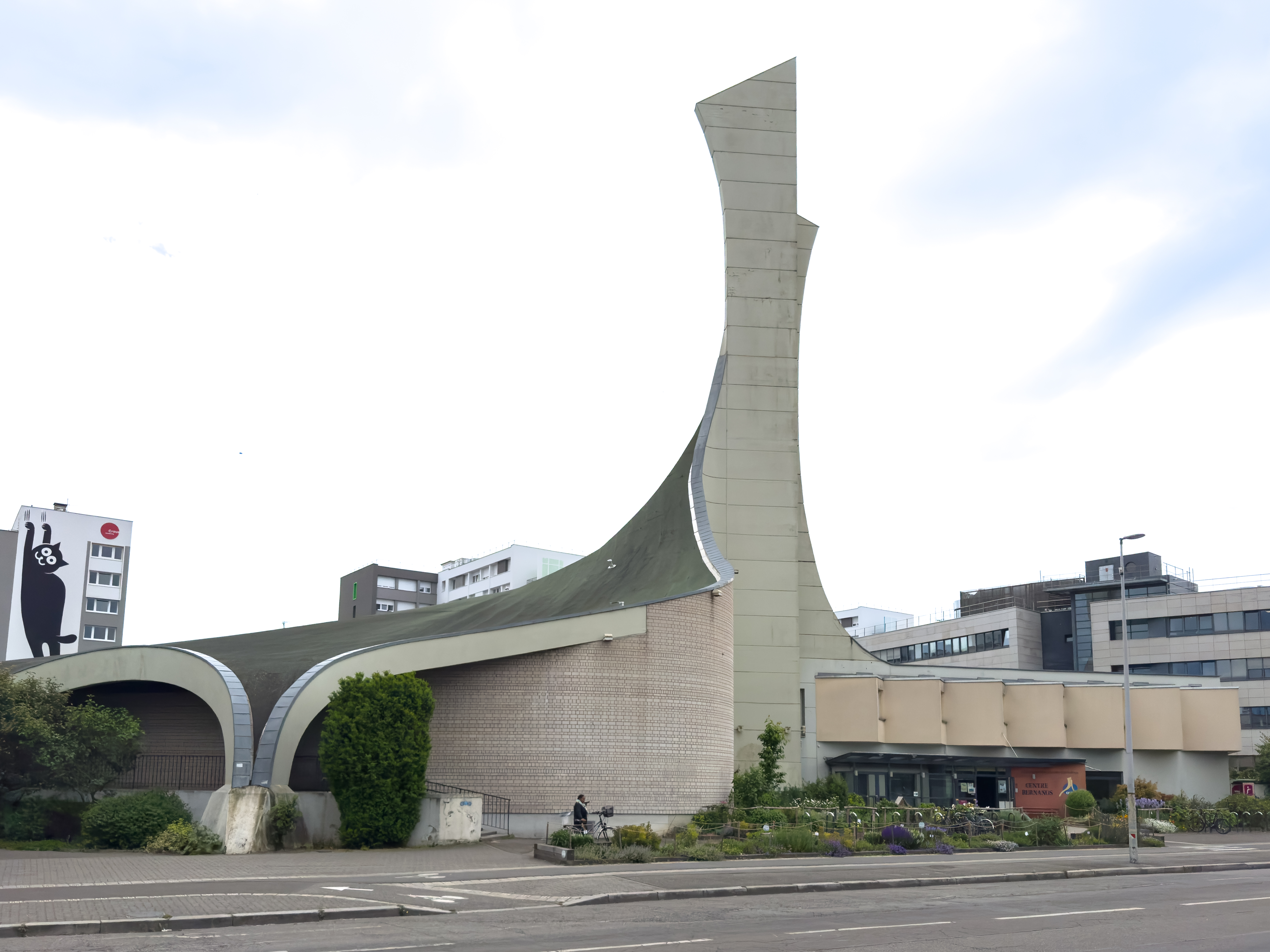
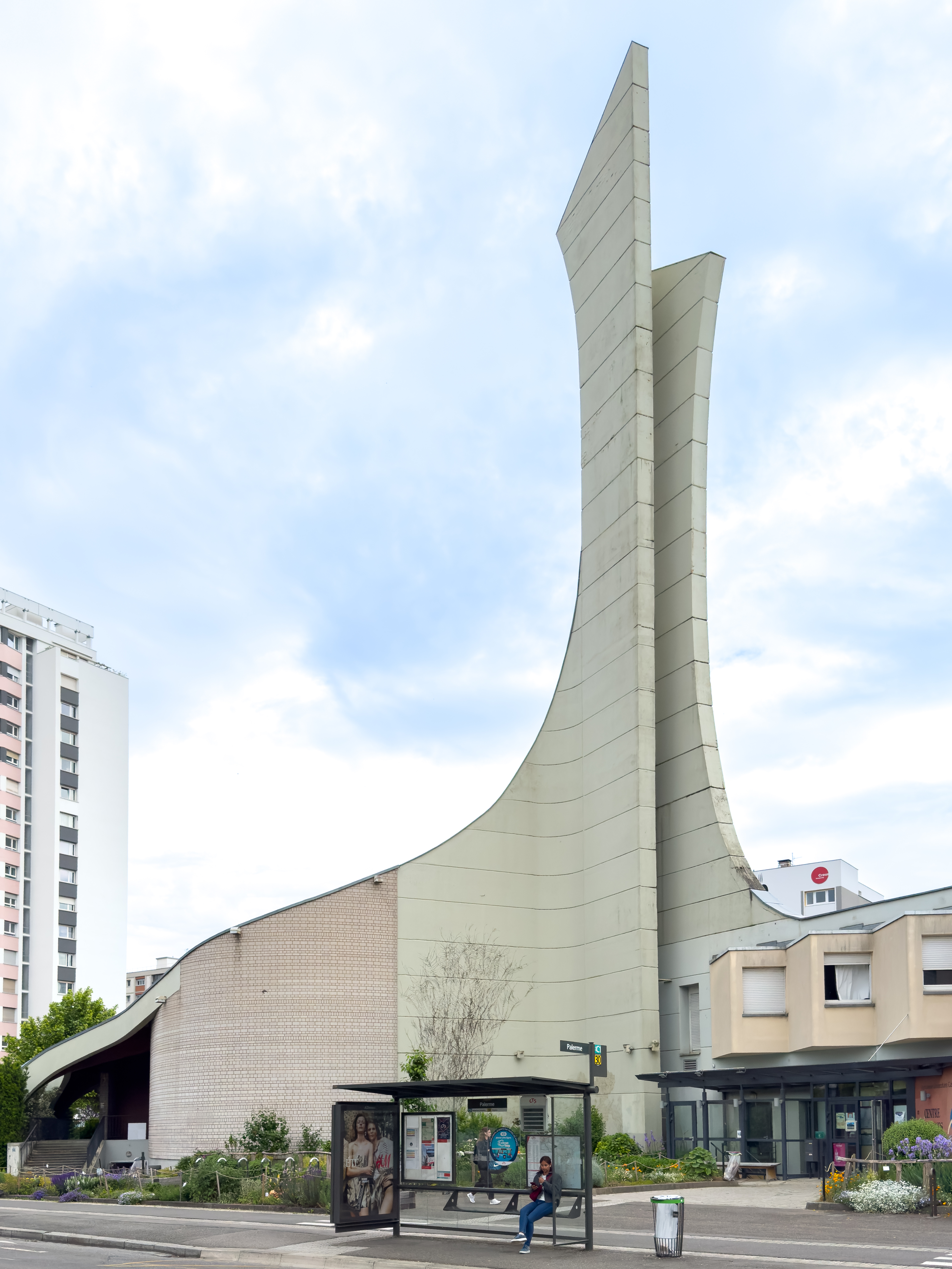
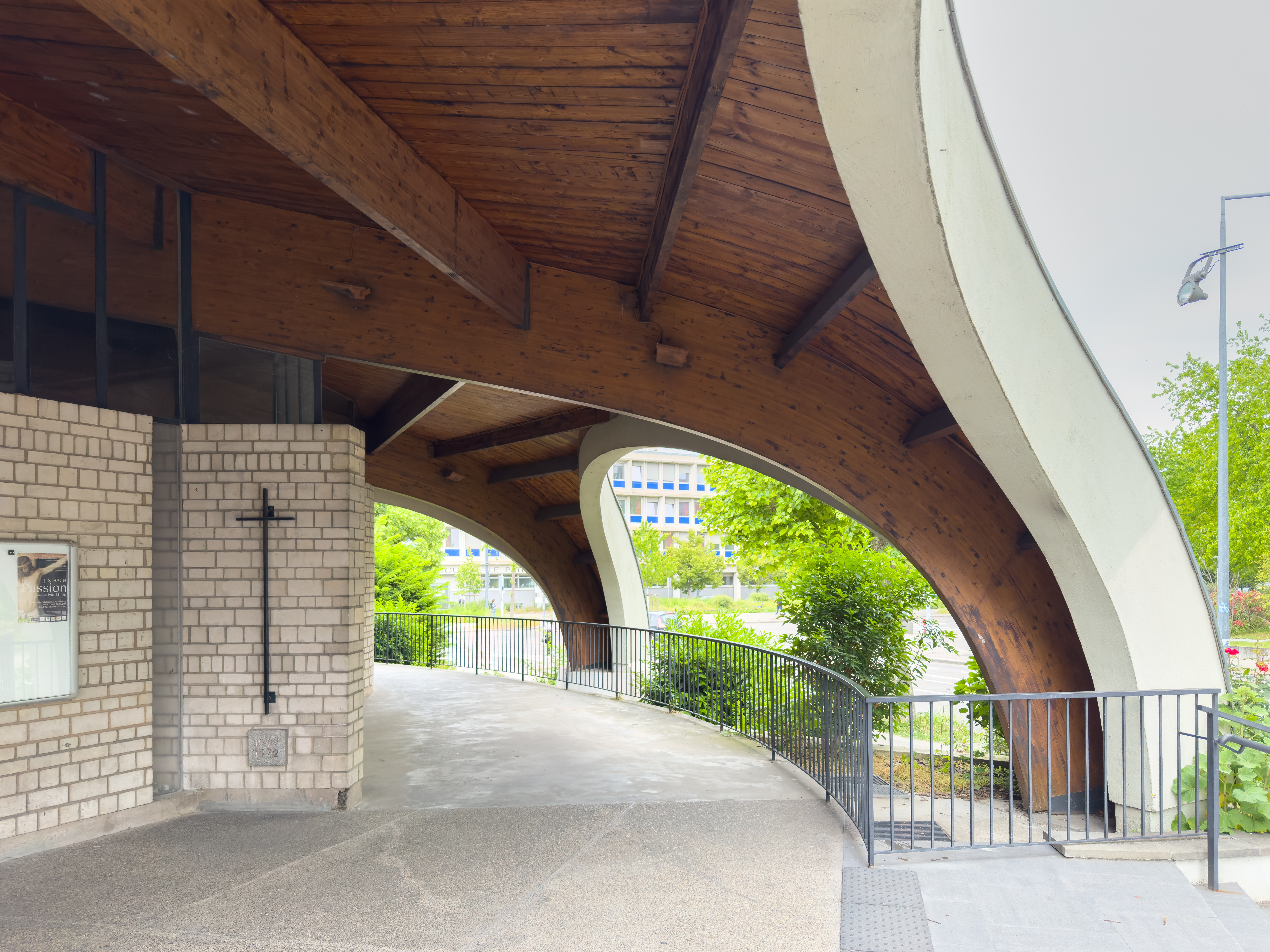
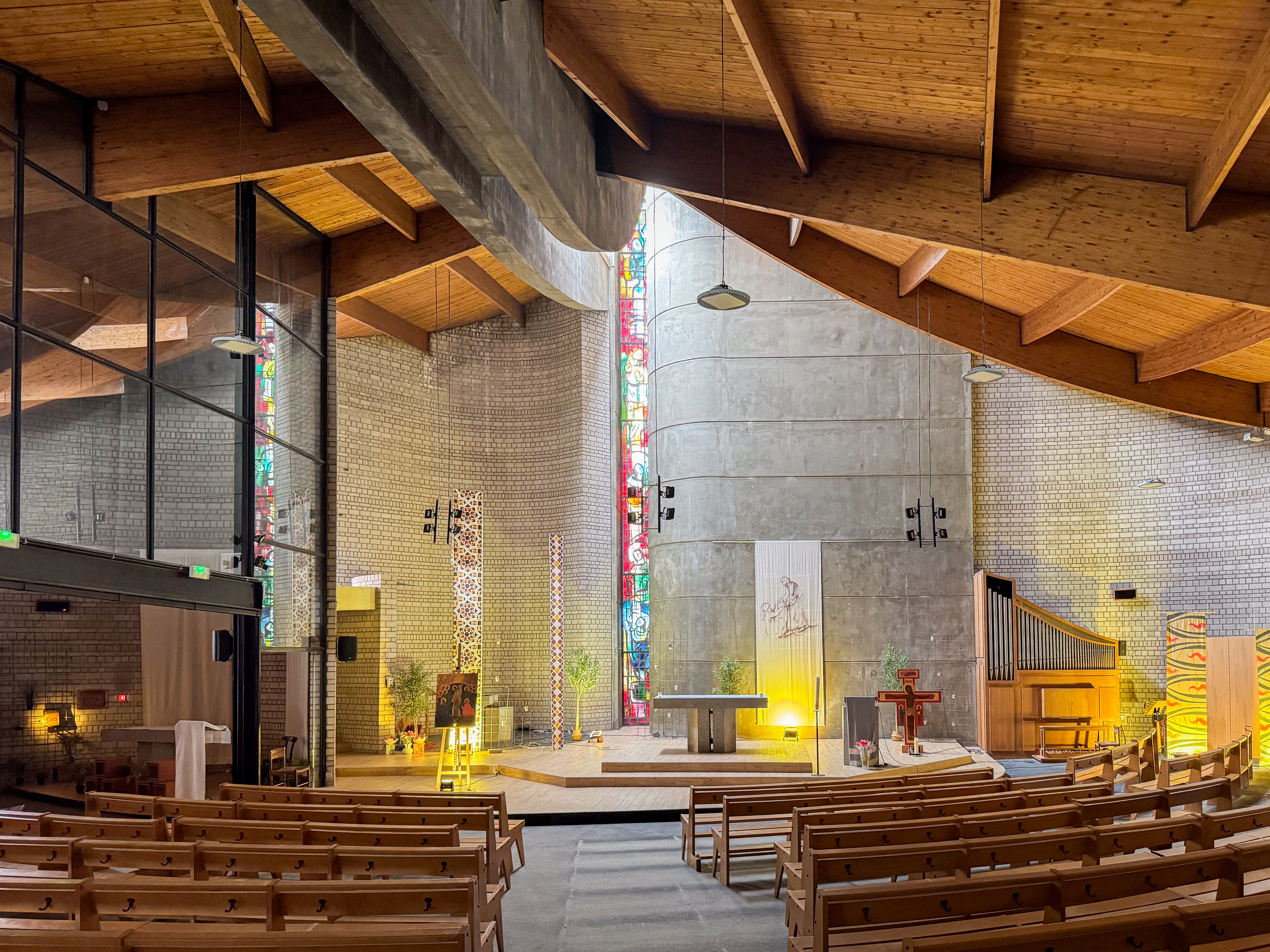
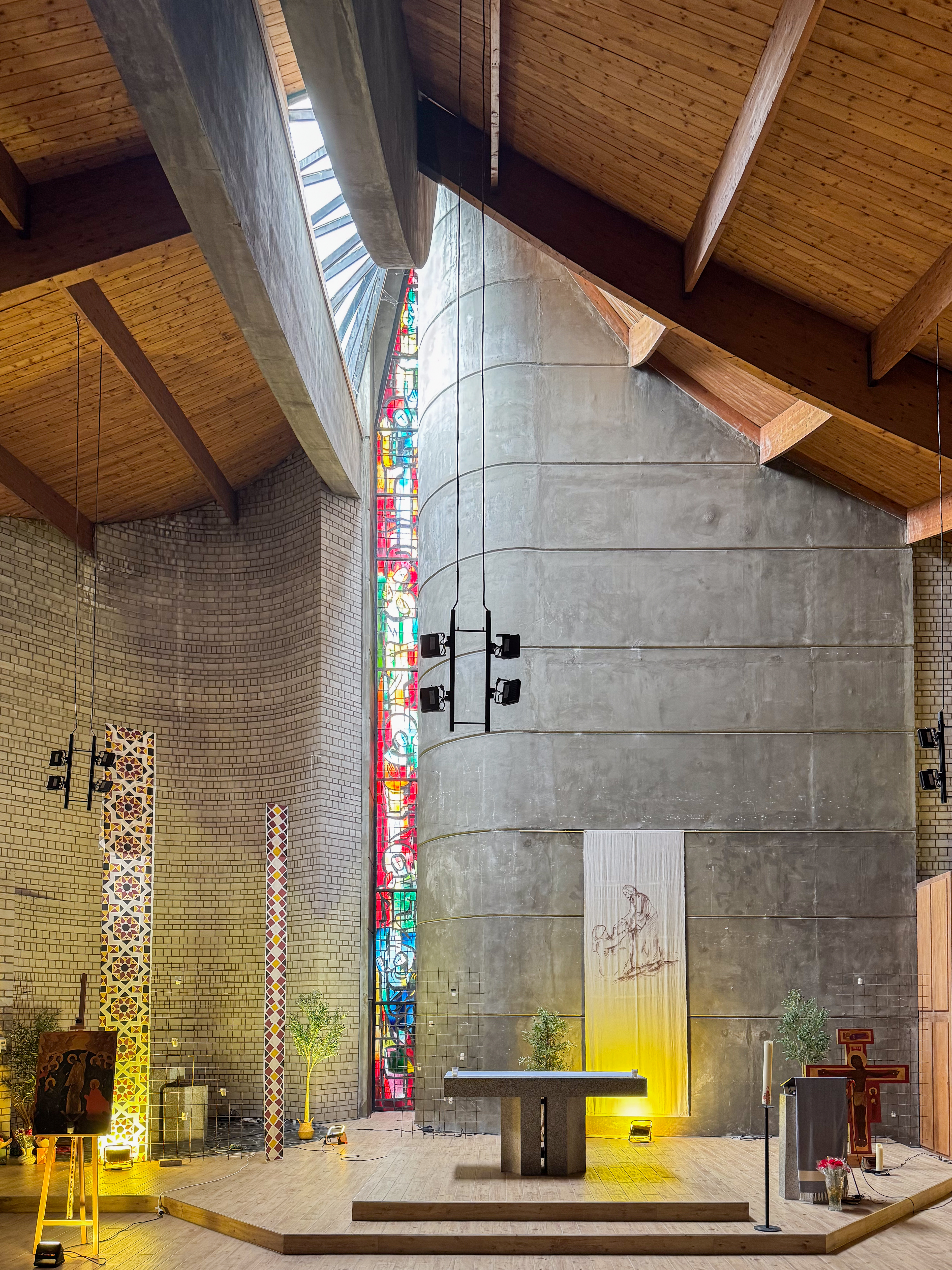